# Ruda-Huta (Chełm)
Pour les articles homonymes, voir Ruda-Huta.
Ruda-Huta (prononciation : [ˈruda ˈxuta]) est un village polonais de la gmina de Ruda-Huta dans le powiat de Chełm de la voïvodie de Lublin dans l'est de la Pologne, à la frontière avec l'Ukraine.
Le village est le siège administratif (chef-lieu) de la gmina appelée gmina de Ruda-Huta .
Il se situe à environ 11 kilomètres au nord-est de Chełm (siège du powiat) et 70 kilomètres à l'est de Lublin (capitale de la voïvodie).
Le village comptait approximativement une population de 1 076 habitants en 2008.

## Histoire
De 1975 à 1998, le village est attaché administrativement à la voïvodie de Chełm.

Depuis 1999, il fait partie de la voïvodie de Lublin.

## Galerie
Quelques vues du village:

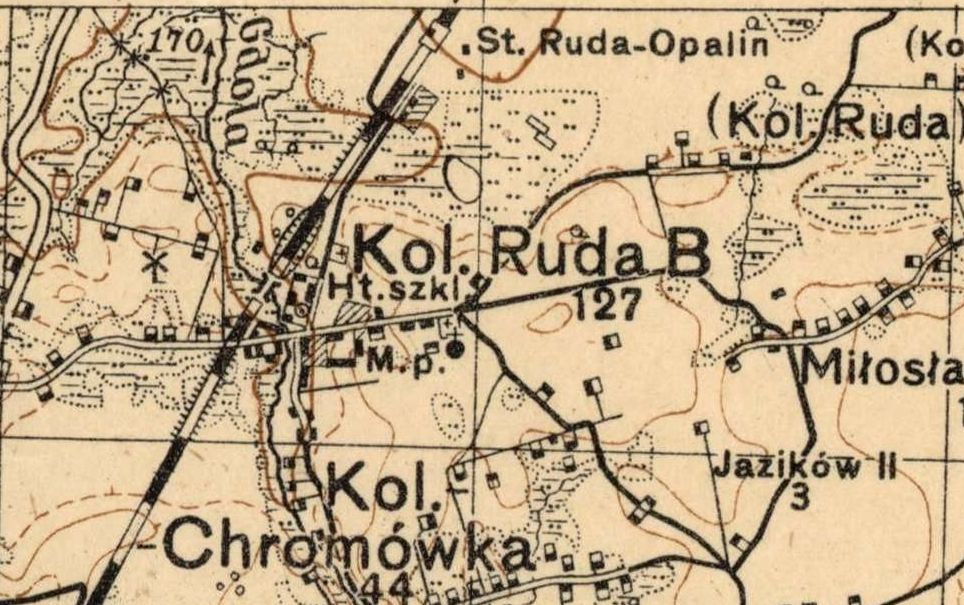
Ruda Huta (Kolonia Ruda B) sur la carte de l'Institut géographique militaire de 1931.
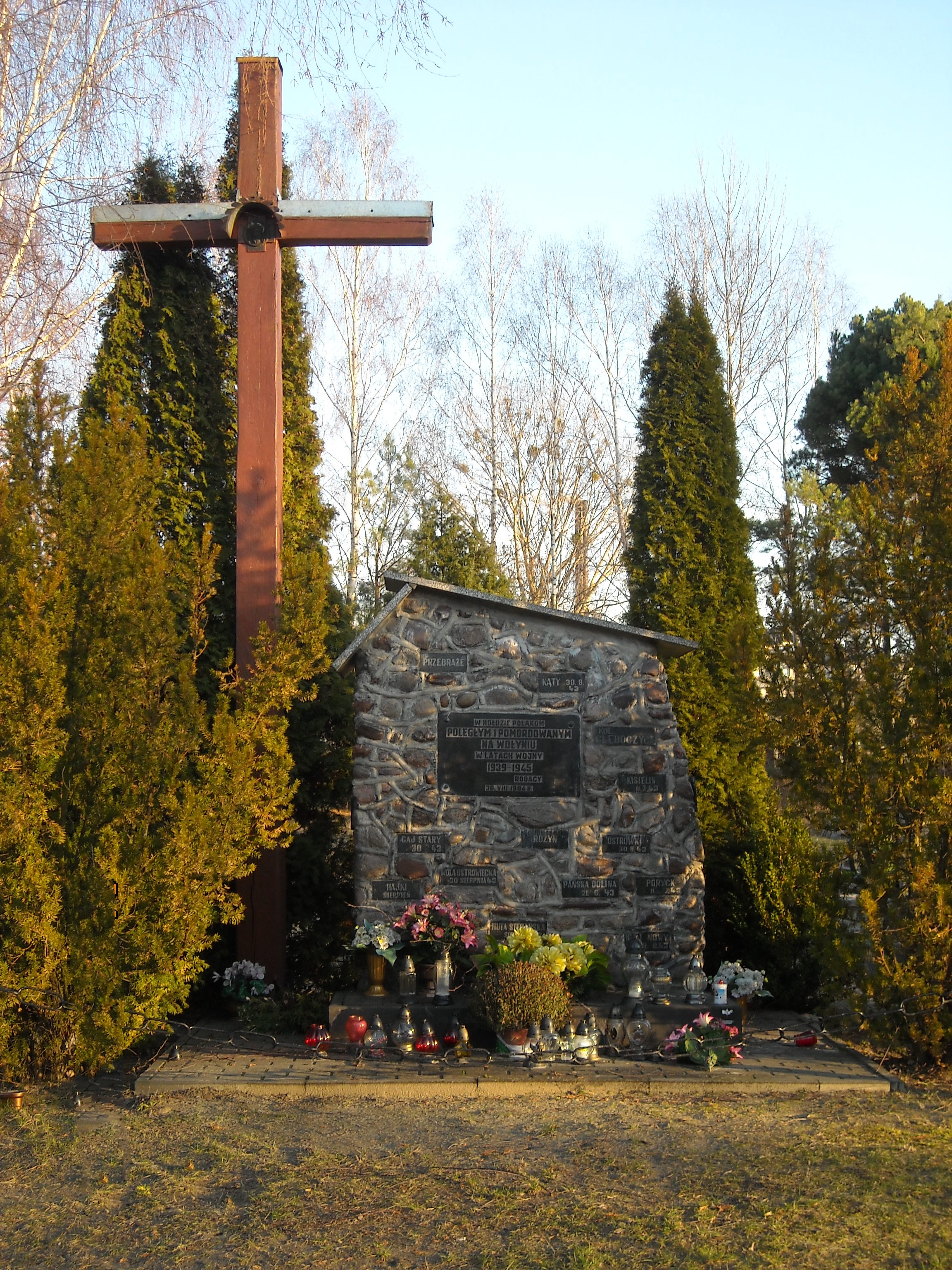
Mémorial en l'honneur des polonais tués et assassinés en Volhynie pendant la Seconde Guerre mondiale
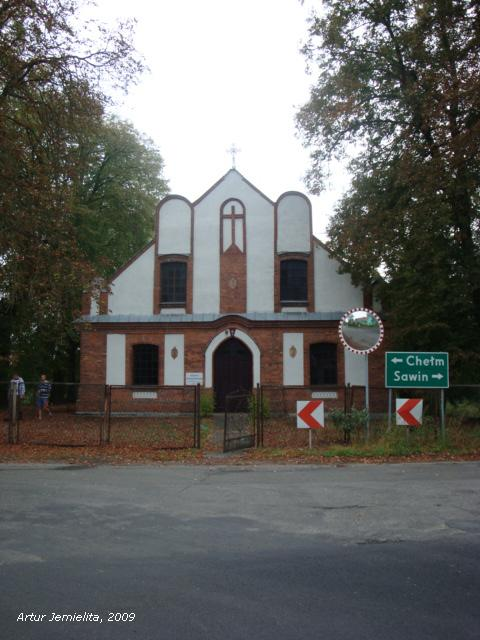
Église catholique polonaise (ancienne église évangélique) Saint Matthew, du XIXe siècle